# Мониторинг
Монито́ринг — система постоянного наблюдения за явлениями и процессами, проходящими в окружающей среде и обществе, результаты которого служат для обоснования управленческих решений по обеспечению безопасности людей и объектов экономики. В рамках системы наблюдения происходит оценка, контроль объекта, управление состоянием объекта в зависимости от воздействия определённых факторов.

## Автоматический контроль
При автоматическом контроле происходит получение и обработка информации о состоянии объекта и внешних условиях для обнаружения событий, определяющих 
управляющие воздействия. Событием может быть любой качественный результат: появление детали с размерами, выходящими за допустимые пределы, 
короткое замыкание, выход температуры за установленное значение, авария оборудования и другие. Процесс автоматического контроля состоит из двух основных  
этапов: 1) восприятие информации о состоянии объекта и внешних условиях и преобразование её к виду, удобному для последующей обработки; 2) обнаружение в поступающей информации признаков контролируемого события и формирование сигнала о нём.
Когда отклонения контролируемых величин за допустимые пределы обнаруживает человек или автоматический контроль возлагают на компьютер, необходимо производить измерительное преобразование. При автоматическом контроле простейших событий используют сигнализаторы.
В рамках автоматического контроля возможно организовать централизованный контроль с представлением результатов контроля параметров процесса на центральном устройстве. При известном и достаточно простом алгоритме управления процессом централизованный контроль замыкается через управляющий прибор, образуя систему централизованного управления. Если процесс протекает сравнительно медленно; либо управляемый процесс сложен и законы, по которым необходимо управлять, ещё не сформулированы; либо затруднительно автоматизировать учёт всех определяющих факторов — контроль производится с участием человека. В случае централизованного управления без участия человека индикация для представления информации оператору теряет значение, а главной функцией централизованного контроля становится формирование сигналов для управляющего прибора.
По данным Российской Академии Наук в ИТ-индустрии впервые этот термин был употреблён и применён главным инженером К.О. Сарловым. С тех пор этот термин стал часто употребляться в ИТ сообществах и компаниях. 